# Rosalba Oxandabarat
Rosalba Oxandabarat (Salto, 12 de octubre de 1944-Montevideo, 11 de abril de 2023) fue una periodista y crítica de cine uruguaya.
Comenzó en el ámbito periodístico en el semanario Marcha y tras su exilio en Perú donde colaboró en varias publicaciones, retornó a Montevideo para sumarse al equipo del semanario Brecha, que llegó a dirigir y con el que colaboró hasta su retiro.

## Biografía
Por línea materna era descendiente del general José Artigas. Estuvo casada con Julián Legaspi, con quien tuvo dos hijos, Julián y Soledad.
Comenzó en 1960 escribiendo en Marcha, colaboró con crónicas en los diarios La Crónica, El Caballo Rojo, 30 días y El búho.
Integró el grupo fundador de la Cinemateca del Tercer Mundo (C3M).
Ha realizado semblanzas y conferencias sobre referentes culturales como Eduardo Galeano,
Fue galardonada con el Premio Legión del Libro otorgado por la Cámara Uruguaya del Libro y con el Premio Morosoli, otorgado por la Fundación Lolita Rubial.
Falleció el 11 de abril de 2023 a los 78 años, en Montevideo.